# Royal Ajax
Royal Ajax is een Brits historisch merk van motorfietsen. 
Volledige bedrijfsnaam: British Cycle Mfg. Co. Ltd., Liverpool, later Silver Queen Cycle Co. Ltd., London (1901-1910).
Dit bedrijf begon in 1901 in Liverpool met de productie van 2,5 pk eencilinders. Er vond nog een verhuizing naar Londen plaats.